# Petrified-Forest-Nationalpark
Der Petrified-Forest-Nationalpark ist ein Nationalpark der Vereinigten Staaten im Nordosten Arizonas. Der Park gehört zum südlichen Colorado-Plateau und der Painted Desert, einer Wüste auf rund 1800 m über dem Meer. Er bewahrt geologisch bemerkenswertes Sedimentgestein der Obertrias mit einer Vielzahl an Fossilien. Im Gebiet liegen ausgedehnte Fundstätten von verkieseltem Holz, daher der Name „Versteinerter Wald“.
Am 8. Dezember 1906 wurde ein Teil der Fundstätten als National Monument unter Schutz gestellt, 1932 kam ein Teil der Painted Desert dazu, das Schutzgebiet umfasste seitdem eine Fläche rund 378 km². Der Kongress der Vereinigten Staaten stufte das Gebiet 1962 zum Nationalpark auf. 1970 wurden etwas mehr als die Hälfte der damaligen Fläche unter den erweiterten Schutz eines Wilderness Areas gestellt. Seit 2004 läuft ein Programm zur Erweiterung des Parkgebietes auf 885 km². Benachbarte Flächen anderer Bundesbehörden sollen dem Nationalpark übertragen werden, private Grundstücke werden angekauft, wenn Mittel verfügbar sind. Am 30. Januar 2008 wurde der Petrified-Forest-Nationalpark in die Tentativliste zur Nominierung für das UNESCO-Welterbe aufgenommen. Im September 2011 wurden rund 105 km² einer angekauften Ranch dem Park hinzugefügt.

## Überblick
Im nördlichen Teil des Parks, der oberhalb der Interstate 40 zwischen Holbrook und Navajo liegt, befindet sich die „Painted Desert“. Diese ist ein trockenes Brachland, wo Erosion eine farbenfrohe Landschaft gestaltet hat.
Das meiste versteinerte Holz kann im Südteil des Nationalparks betrachtet werden, hier finden sich auch alte Felsritzzeichnungen, sogenannte Petroglyphen. Die bekanntesten sind am „Newspaper Rock“ angebracht. In dessen Nähe liegen auch die Ruinen eines Pueblos aus dem 11. Jahrhundert, des Puerco Pueblo.

## Sehenswürdigkeiten
- Painted Desert – vom nördlichen Parkeingang führt die Straße am Rand der „Bemalten Wüste“ entlang. Einige Aussichtspunkte bieten einen schönen Blick über das Hochland.
- The Tepees – wegen ihrer Kegelform an Tipis der Prärie-Indianer erinnernde Felsformationen. An ihnen sind sehr gut die einzelnen Gesteinsschichten des Blue-Mesa-Member erkennbar.
- Blue Mesa – eine etwa 5 Kilometer lange Straße windet sich durch die hügelige Landschaft, zusätzlich gibt es einen kleinen Rundweg. Die hier sichtbaren Tonschichten des Blue-Mesa-Member von weißer bis blaugrauer Farbe gaben diesem Teil der Landschaft ihren Namen.
- Crystal Forest – auch hier gibt es einen kleinen Rundweg, etwa einen halben Kilometer lang. Entlang des Rundwegs liegen Stämme mit einer Dicke von zum Teil fast einem Meter. Das Besondere an den Stämmen sind klare Quarz- und Amethyst-Kristalle, die sich in Hohlräumen ausgebildet haben.

## Geologie

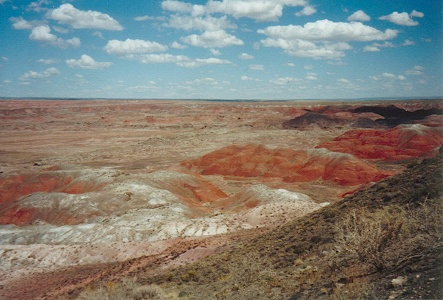
Painted Desert mit Sedimenten des Petrified-Forest-Member

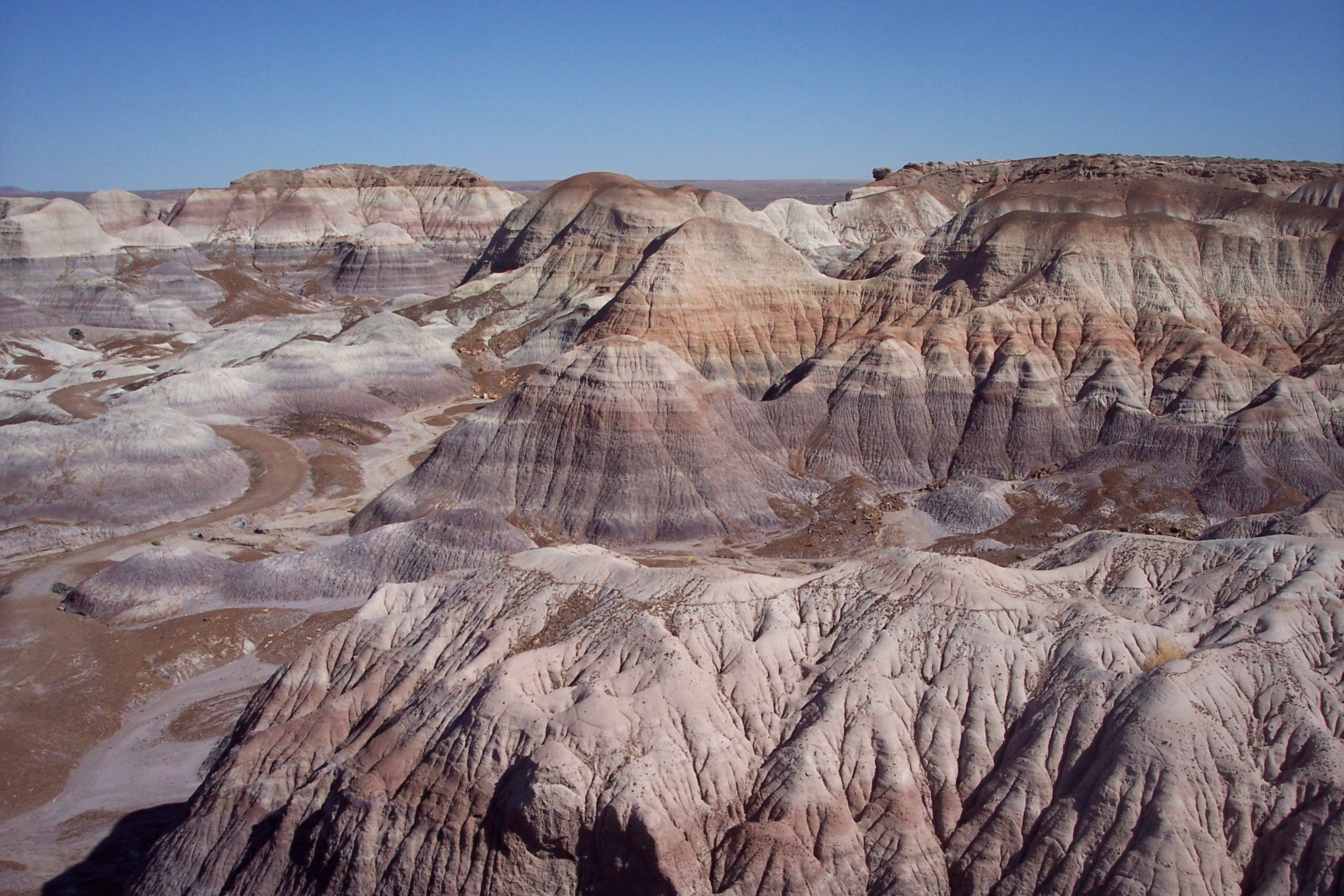
Blue Mesa

Die «Tepees», aufgebaut aus Schichten des Blue-Mesa-Member

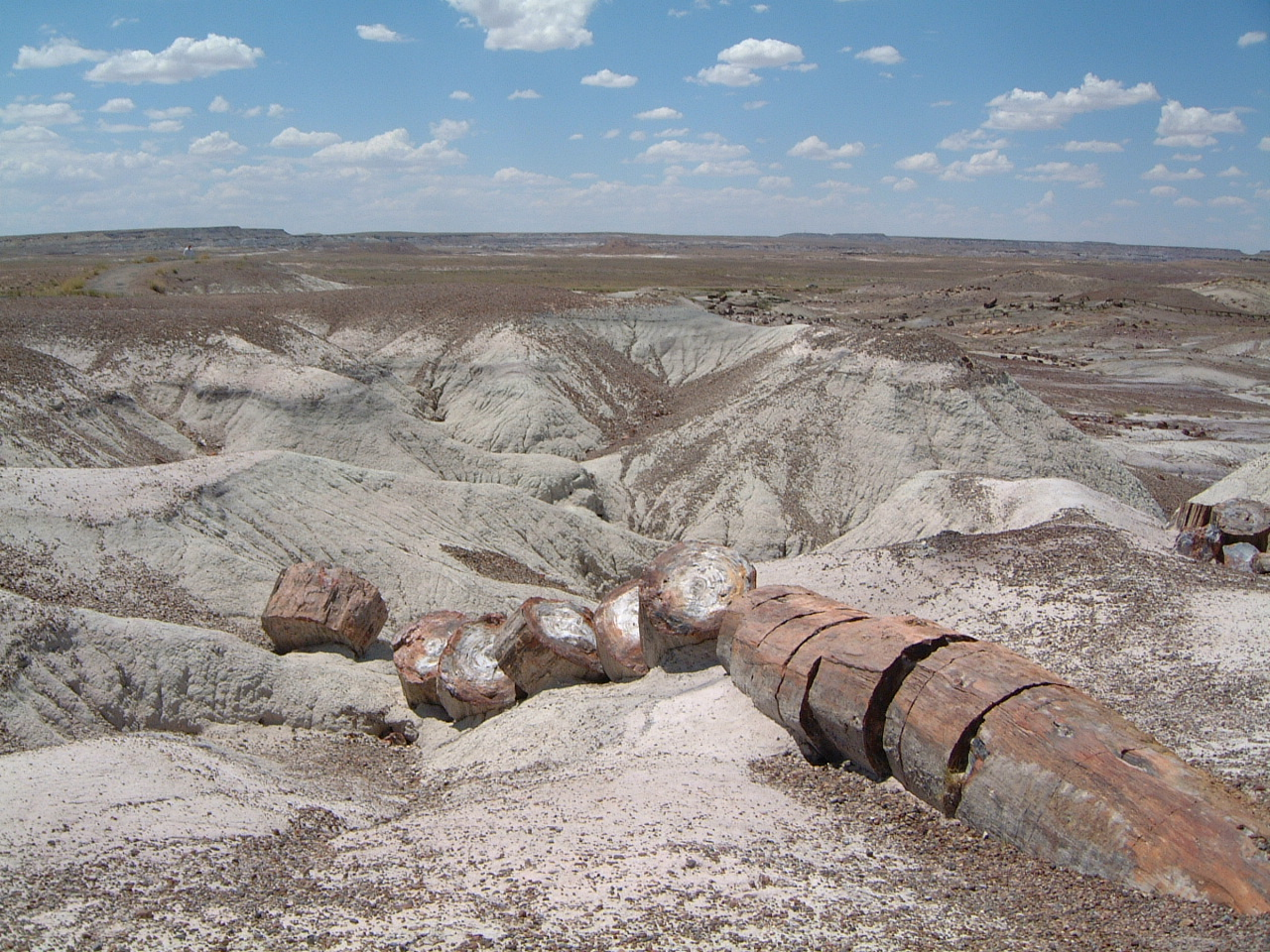
Versteinerter Baumstamm

Crystal Forest – Querschnitt eines verkieselten Baumstamms

Das trockene Wüstengebiet am Rand des Colorado-Plateaus beeindruckt besonders durch die vielen Farben, die diese Landschaft zeigt. Besonders auffallend zeigen sich diese in der «bemalten Wüste» und an den «Tepees». Wie mit dem Lineal gezogen erscheinen die übereinander liegenden Gesteinsschichten:
- ihre Basis besteht aus zum Teil von Eisenoxid rötlich gefärbtem Gestein,
- die weiße Schicht darüber besteht aus Sandstein,
- es folgt eine kräftig rot gefärbte Schicht von mit Eisen durchsetztem Sedimentgestein (Schluff),
- die Kuppe schließlich besteht aus dunklem Ton, der seine Farbe durch Beimengung von organischem Kohlenstoff erhielt.

Innerhalb des Parks lässt sich das Fortschreiten der Erosion gut beobachten. Während an den „Tepees“ die oberste Tonschicht schon fast abgetragen ist, so ist im höher liegenden Gebiet der „Blue Mesa“ bislang nur diese sichtbar.

### Allgemeine Übersicht
Die im Gebiet des Nationalparks anstehenden Gesteinsschichten gehören zur obertriassischen Chinle-Formation, die hier im Wesentlichen aus fluviatilen und lakustrischen Ablagerungen besteht. Sie liegen generell flach und fallen nur ganz schwach nach Süden ein. Im Park sind folgende Schichtglieder aufgeschlossen (von jung nach alt):
- Owl-Rock-Member
- Oberes-Petrified-Forest-Member
- Sonsela-Sandstone-Member
- Blue-Mesa-Member

Am Nordrand des Parks wird die Chinle-Formation diskordant von der vulkanogenen Bidahochi-Formation aus dem Oberen Miozän und Unteren Pliozän überlagert. Darüber folgen spätpleistozäne und holozäne Dünen sowie alluviale Ablagerungen.

### Stratigraphische Beschreibung
Das rund 225 bis 220 Millionen Jahre alte Blue-Mesa-Member besteht hauptsächlich aus buntgefärbten (grauen, blauen, violetten und grünen) Tonsteinen mit nur wenigen Sandsteinbänken wie beispielsweise dem Newspaper-Rock-Sandstone. Es ist am besten in der Nähe der «Tepees» aufgeschlossen.
Das zirka 216 Millionen Jahre alte Sonsela-Sandstone-Member, oft auch nur Sonsela-Member, lässt sich dreiteilen:
- Flattops-One-Bed, eine dicke, resistente, schräggeschichtete Sandsteineinheit.
- Jim-Camp-Wash-Beds, blaue, graue und violette Tonsteine, die sich mit zahlreichen grauen und weißen Sandsteinlagen abwechseln.
- Rainbow-Forest-Bed, weiße schräggeschichtete Sandsteine und Konglomerate aus gerundeten Kieseln und Geröllen. In dieser Lage finden sich verkieselte Baumstämme. Sie bildet die abschließende Deckschicht am Blue Mesa, Agate Mesa und nördlich von Rainbow Forest.

Das Obere-Petrified-Forest-Member, oft auch nur Petrified-Forest-Member, führt rotgefärbte Tonsteine und braune Sandsteine. Es ist gut in den Flattops aufgeschlossen und enthält zahllose versteinerte Baumstämme. In der Painted Desert ist es als weiße und rosafarbene Einheit ausgebildet, die aufgearbeitete Sedimente vulkanischen Ursprungs enthält. Das eingeschaltete Black-Forest-Bed wurde radiometrisch mit 213 ± 1,7 Millionen Jahren datiert.
Das ungefähr 205 Millionen Jahre alte Owl-Rock-Member besteht aus rosa bis orangefarbenen Tonsteinen, die mit harten dünnen Kalklagen abwechseln. Es enthält ferner Gipslinsen (Selenit), die sich beim Eindampfen von ehemaligen Seen bildeten. Das Owl-Rock Member steht an der Chinde Mesa am Nordrand des Parks an.
Die zirka 16 bis 4 Millionen Jahre alte Bidahochi-Formation folgt mit einer rund 184 Millionen Jahre währenden Schichtlücke diskordant auf das Owl-Rock-Member der Chinle-Formation. In ihrem unteren Abschnitt führt sie feinkörnige fluviatile und lakustrische Sedimente (Silte, Tone und Sande) – zum damaligen Zeitpunkt wurde der Nordosten Arizonas von einem ausgedehnten Netz ephemerer Seen überzogen. Darüber folgen dann Vulkanite: phreatomagmatische Aschen und Lavaflüsse. Der Ursprungsort dieser vulkanischen Einträge ist meist lokaler Natur, kann aber mitunter bis ins südwestliche Nevada (Southwest-Nevada-Volcanic-Field) verfolgt werden. Die daran anschließende Erosion hat mittlerweile einen Großteil der Bidahochi-Formation wieder abgetragen, zurück blieben einige Aschenkegel und Maare. Im Bereich erosionsresistenter Lavaflüsse (z. B. Pilot Rock und Hopi Buttes) wurden die darunterliegenden Seesedimente jedoch konserviert. Das nordwestlich anschließende Hopi-Buttes-Volcanic-Field besitzt weltweit eine der größten Ansammlungen von Maaren.
Über die Vulkangesteine legen sich im späten Pleistozän äolische und alluviale Ablagerungen. Die ältesten Dünenfelder sind etwa 500.000 Jahre alt, sie befinden sich in den höheren Teilen des Nationalparks und zeigen Nordost-Südwest-Ausrichtung. In jüngeren Flussläufen wie beispielsweise dem sandreichen Lithodendron Wash tritt eine jüngere Dünengeneration auf, die nur etwa 10.000 Jahre alt ist. Rezente bis maximal 1.000 Jahre alte Dünen lassen sich eigentlich überall beobachten; sie werden meist von Grasbewuchs stabilisiert. In diesen quartären Sedimenten wurden sogar die Überreste eines ursprünglichen Rüsseltiers entdeckt. 
Die Erosion schreitet auch jetzt weiter voran, so vertiefen der Little Colorado River und sein Nebenfluss, der Puerco River, beständig ihre Canyons in der relativ weichen Chinle-Formation und die assoziierten «Washes» räumen diese Sedimente dann samt überlagernder Bidahochi-Formation mehr und mehr aus.

### Entstehungsgeschichte
Vor etwa 215 Millionen Jahren, in der Zeitperiode der späten Trias, befand sich hier ein von vielen Flüssen durchzogenes Schwemmland. Araukarien, Baumfarne und Nadelhölzer bildeten die Vegetation. Krokodilartige Reptilien, Riesen-Amphibien, auch kleinere Dinosaurier lebten in diesem Land. Zeugnis davon geben viele Funde von Fossilien in der Chinle-Formation.
Umgestürzte Bäume wurden von Fluten unter Schlamm und Schlick begraben. Vergraben von weiteren Ablagerungen verlangsamte sich der natürliche Zerfall des Holzes aufgrund fehlenden Sauerstoffs. Unter der dicker werdenden Sedimentabdeckung sickerte kieselsäurehaltiges Grundwasser in die Baumstämme ein. Quarz und Chalcedon lagerten sich in den Hohlräumen der Stämme ein, ersetzten nach und nach das Zellgewebe und erhielten so die Holzstrukturen der Stämme in Stein.
Die Schichten sanken weiter ab und wurden erneut überschwemmt. Immer mehr Schichten von durch Wasser herangetragenem Material lagerten sich darüber ab. Sehr viel später einsetzende tektonische Bewegungen in der Erdkruste (siehe Laramische Gebirgsbildung) hoben die Landoberfläche heraus, die dabei auftretenden Spannungen innerhalb der Gesteinsschichten ließen die Stämme zerbrechen. Die nun verstärkt einsetzende Erosion durch Wind und Wasser trug nach und nach die weicheren Schichten der Sedimente ab und legte so die versteinerten Baumstämme, die aus harter Quarzsubstanz bestehen, frei.

## Geschichte

### Besiedlung
Felszeichnungen, Funde von Scherben sowie auch Reste von Siedlungen sprechen für eine Besiedlung durch Menschen vor etwa 2.000 Jahren. Genaue Kenntnisse darüber gibt es derzeit nicht, sicher ist jedoch, dass es mehrere Siedlungsphasen gegeben hat. Diese reicht von frühen Nomadenstämmen bis zur Pueblo-Kultur um 1100 bis 1400. Aus der Zeit nach 1400 gibt es keine Hinweise mehr auf menschliche Besiedlung.
Mitte des 19. Jahrhunderts kamen die Landvermesser des Army Corps of Topographical Engineers in dieses Gebiet. Mit ihren Berichten brachten sie Geschichten über eine „bemalte Wüste“ und in Stein verwandelte Bäume zurück in den Osten. Ihnen folgten die ersten Siedler und Rancher.

### Gewerbliche Nutzung
Die leuchtenden Farben und Muster der verschiedenen Mineraleinlagerungen, die nach dem Schleifen und Polieren besonders zur Geltung kommen, machen das versteinerte Holz zu einem idealen Material für das Kunstgewerbe. Einige Zeit wurde das versteinerte Holz, vorwiegend für das Souvenirgeschäft, regelrecht abgebaut. Als man einsah, dass diese Vorkommen nur begrenzt waren, kamen erste Stimmen, einige der besonders reichen Lagerstätten zu erhalten. Der heutige Park schützt nun diese und bewahrt somit zukünftigen Generationen einen Einblick in die Geschichte der Menschen und in die geologische Entwicklung der Erde.
Schmuckstücke (z. B. Anhänger), Tierfiguren und diverse Dekorationsgegenstände, aber auch unbearbeitete oder nur polierte Stücke sind im Handel erhältlich. Auch außerhalb des Parks liegen größere Fundstellen und nur aus diesen stammt das Material dafür. Aus dem Park selbst darf kein auch noch so kleines Stückchen mitgenommen werden. Bei
Verstößen gegen dieses Verbot drohen drakonische Strafen. Beim Verlassen des Parks muss man mit Autokontrollen rechnen. Auch das Spazieren abseits des Weges ist strengstens untersagt.